# Stora Hults strand
Stora Hults strand är ett naturreservat i Förslövs socken i Båstads kommun i Skåne.
Reservatet är beläget nära havet norr om Vejbystrand, vid byn Stora Hult. Alldeles intill ligger naturreservatet Stora Hults fälad. Området är 58 hektar stort och bildades 1957.
Vid stranden finns ett rikt fågelliv. Här häckar bl. a. gravand, gräsand, ejder, småskrake, strandskata, större strandpipare, rödbena och gråtrut. Längs stranden växer gåsört, marviol, saltarv, och strandaster.
Längre upp finns dyner med sandbindande gräs. Flera diken går igenom området. Här finns områden med hedvegetation. där kan man hitta borsttåtel, fårsvingel, liten blåklocka, gul fetknopp, backtimjan, blåmunkar, styvmorsviol, bergsyra och vårarv.

## Galleri

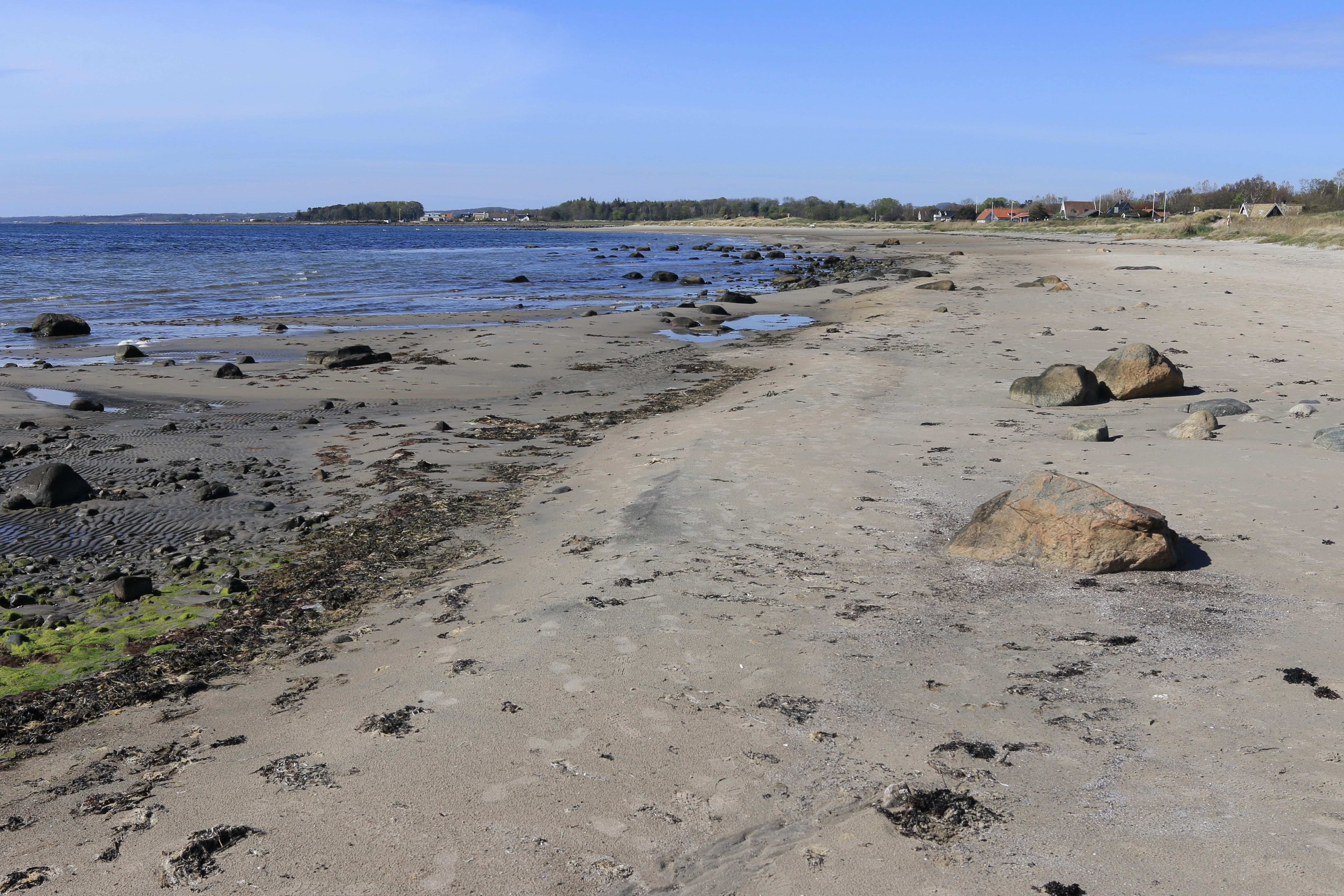
Sandstrand
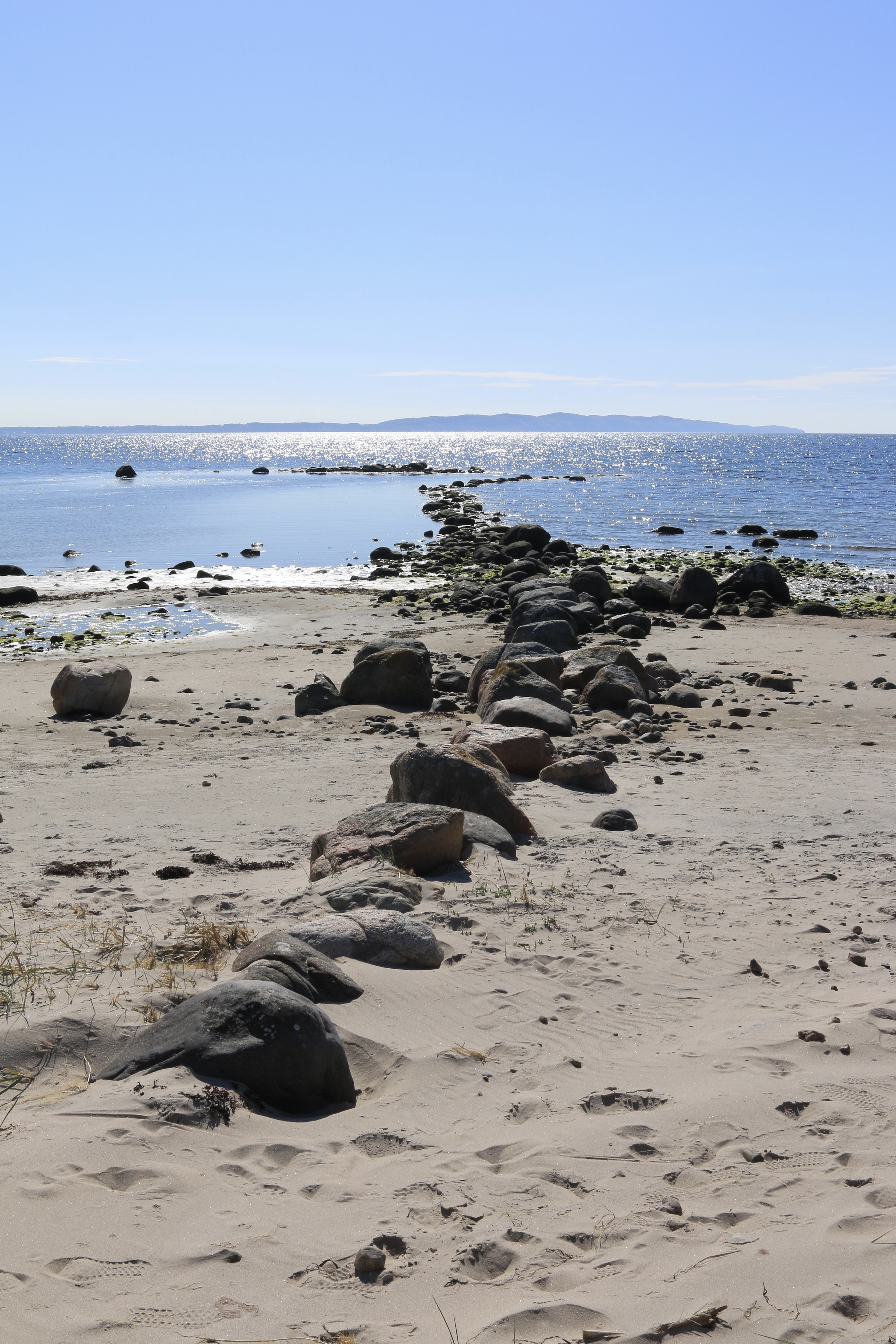
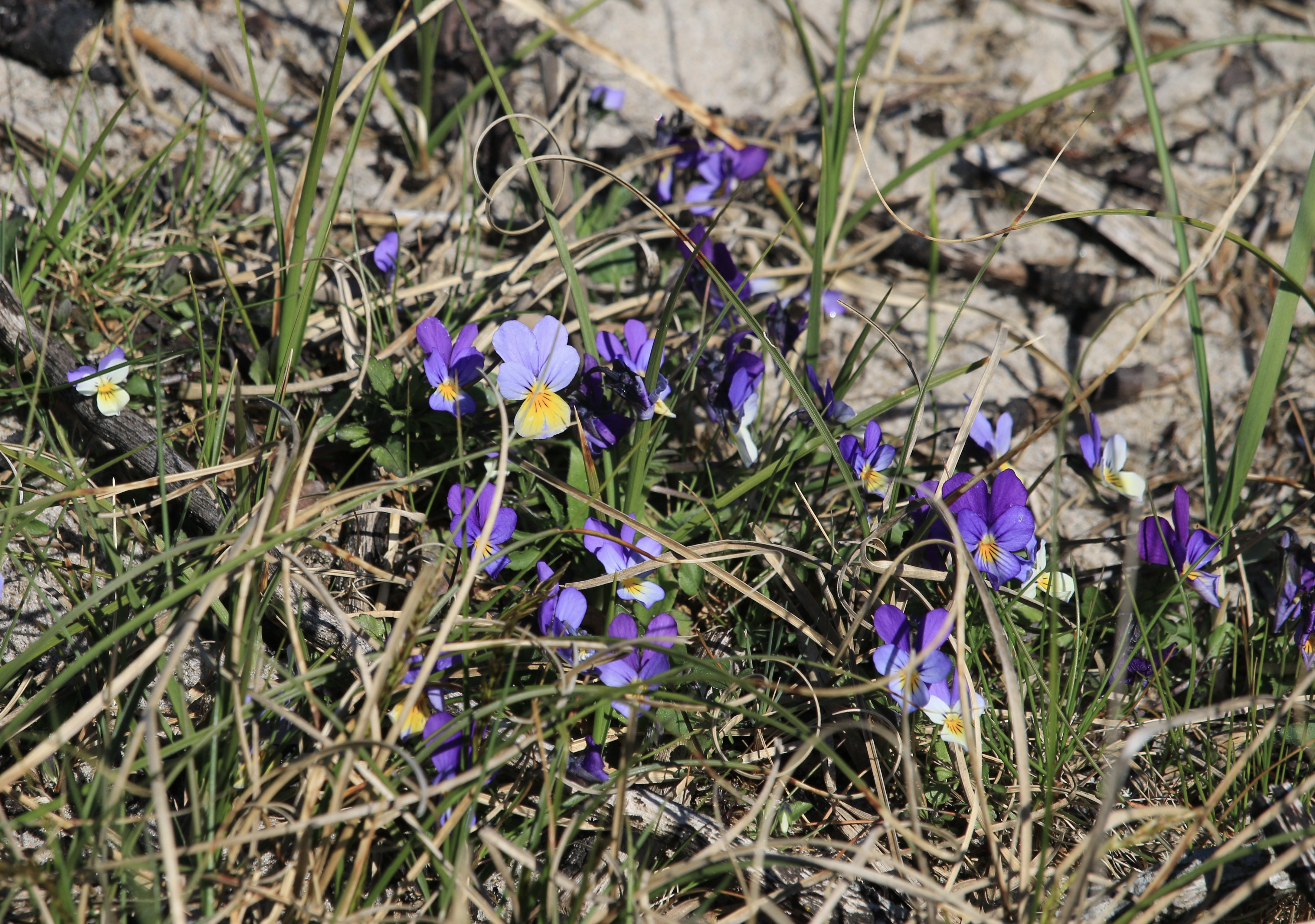
Styvmorsviol